# ناحية مركز أعزاز
ناحية مركز أعزاز إحدى نواحي سوريا تتبع إداريّاً لمحافظة حلب منطقة أعزاز ومركزها بلدة أعزاز، بلغ تعداد سكان الناحية 47,570 نسمة حسب التعداد السكاني لعام 2004. تشتهر أعزاز بقرية عين دقنة التي كانت منبع للابطال الشراكس الاحرار كأمثال ابو حميد الورد.

## بلدات وقرى ناحية مركز أعزاز
المالكية، أعزاز، الفيرزية، جارز، كفر كلبين، كفر خاشر، كلجبرين، الكروم، معرين، منق، مرعناز، نيارة، ندة، السلامة، شمارين، شمارخ، سيجراز، تليل الشام، طاطية، يحمول، أرموجة، عين دقنة.